# 舒促
舒促（じょそく）とは、中国語の声調である四声を2種類に分類したもの。すなわち、平声・上声・去声を舒声（じょせい）、入声を促声（そくせい）とする。「舒」は「のびる」、「促」は「つまる」の意味である。
別に四声を2分類したものに平仄があるが、これはあくまでも作詩上の規則であり、言語音の特徴を記述する音韻学の見地からは舒促で分けた方が便利である。音声的な特徴から言えば、韻尾（音節末音）が舒声では母音または鼻音で終わり、促声では閉鎖音で終わる。つまり、舒声字は発音してその音節を息が続くまで長く持続することができるが、促声字は短くつまった音でしか発音できないことを特徴としている。
中国語の大きな音韻変化として標準音体系である北方音で促声が舒声化したことが挙げられる。